# Phó Tác Nghĩa
Phó Tác Nghĩa (giản thể: 傅作义; phồn thể: 傅作義; bính âm: Fù Zuòyì; Wade–Giles: Fu Tso-yi) (27 tháng 6 năm 1895 – 19 tháng 4 năm 1974) là một tư lệnh quân sự Trung Hoa. Ban đầu ông phục vụ dưới trướng Diêm Tích Sơn, được ca ngợi trong cuộc phòng thủ Tuy Viễn trước quân Nhật. Trong giai đoạn cuối Nội chiến Trung Hoa, Phó đem lực lượng chiến lược đóng quanh Bắc Bình đầu hàng quân cộng sản. Về sau ông tham gia chính quyền Cộng hòa Nhân dân Trung Hoa.

## Tiểu sử

### Sự nghiệp ban đầu
Phó ban đầu là một sĩ quan trong quân đội Sơn Tây của Diêm Tích Sơn. Ông tham chiến trong Chiến tranh Bắc phạt 1927-1928, sau khi Diêm theo về với Quốc dân đảng. Phó lại tham chiến bên phe Diêm trong Đại chiến Trung Nguyên 1929-1930, khi Diêm mưu lập ra một chính phủ trung ương do Diêm làm Tổng thống. Lực lượng của Diêm nhanh chóng bị đánh bại dưới tay Tưởng Giới Thạch, và Diêm phải sống lưu vong vài năm.

### Phòng thủ Tuy Viễn
Sau khi Diêm trở về Sơn Tây năm 1931, Phó tham gia công cuộc "hiện đại hóa" của Diêm và kiểm soát tỉnh Tuy Viễn (Nội Mông Cổ). Hầu hết các công trình tại Tuy Viễn thời gian này do tay những binh lính-nông dân Sơn Tây dưới quyền Phó xây dựng nên, bao gồm việc khai thác quặng sắt tại Tuy Viễn (chiếm 24% sản lượng toàn Trung Hoa) và lần đầu tiên canh tác hơn 4,000 acres (16 km²) đất nông nghiệp. Phó cũng xây dựng quan hệ với Trương Học Lương để tăng cường quyền kiểm soát Tuy Viễn của Diêm.
Tháng 3 năm 1936, lực lượng Mãn Châu từ Sát Cáp Nhĩ tấn công Tuy Viễn, thách thức quyền kiểm soát của Phó. Đạo quân này chiếm được thị trấn Bách Linh Miếu ở Bắc Tuy Viễn, nơi này trở thành tổng hành dinh của Ủy ban Chính vụ tự trị Nội Mông thân Nhật. 3 tháng sau, thủ lĩnh ủy ban, Đức Vương (Demchugdongrub) tuyên bố rằng ông ta là lãnh tụ của quốc gia Mông Cổ độc lập (Mông Cổ quốc), và tổ chức quân đội do Nhật trang bị và huấn luyện. Tháng 8 năm 1936, quân đội của Đức Vương tấn công Tuy Viễn, nhưng bị lực lượng của Phó Tác Nghĩa đánh bại. Sau thất bại này, Đức Vương lên kế hoạch cho một cuộc tấn công khác trong khi gián điệp Nhật do thám tình hình phòng thủ Tuy Viễn.
Tháng 11 năm 1936, Đức Vương gửi tối hậu thư cho Phó Tác Nghĩa yêu cầu ông đầu hàng. Khi Phó trả lời rằng Đức Vương chỉ là bù nhìn và yêu cầu ông ta phục tùng chính phủ trung ương, quân Mông-Mãn của Đức Vương mở một cuộc tấn công quy mô lớn, với 15,000 quân được Nhật trang bị và yểm trợ không lực, và thường do sĩ quan Nhật chỉ huy. (Các binh sĩ Nhật chiến đấu cho Mông Cổ quốc thường bị Phó lấy lý do họ là phiến quân để xử tử, vì Mông Cổ quốc không được coi là một phần của Nhật Bản).
Dự đoán được sự bùng phát của Chiến tranh Trung-Nhật, các điệp viên Nhật tại đây phá hủy một kho quân nhu lớn tại Đại Đồng, cũng như thực hiện các hành động phá hoại khác. Để phòng thủ Tuy Viễn, Diêm Tích Sơn tăng viện cho Phó những đơn vị tinh nhuệ và các tướng lĩnh tài năng nhất, bao gồm Triệu Thừa Thụ và con rể của Diêm là Vương Tĩnh Quốc. Trong tháng tiếp theo, quân Mông Cổ thiệt hại nặng nề. Phó chiếm được Bách Linh Miếu ngày 24 tháng 11 năm 1936, thậm chí còn lên kế hoạch tấn công Sát Cáp Nhĩ trước khi nhận được khuyến cáo từ đạo quân Quan Đông rằng hành động đó sẽ khiến quân Nhật tham chiến. Đức Vương liên tục cho quân tấn công hòng tái chiếm Bách Linh Miếu, nhưng chỉ khiến Phó phái thêm nhiều quân lên phía bắc, sau đó chiếm được những cứ điểm cuối cùng của quân Mông Cổ quốc tại Tuy Viễn và gần như tiêu diệt hoàn toàn đội quân này. Sau khi có bằng chứng cụ thể rằng người Nhật bí mật hỗ trợ Đức Vương, Diêm Tích Sơn công khai cáo buộc Nhật Bản vi phạm công ước quốc tế. Chiến thắng của Phó tại Tuy Viễn trước các lực lượng thân Nhật được công luận Trung Hoa ca tụng, tăng cường uy tín và ảnh hưởng của ông cũng như của Diêm Tích Sơn.

### Chống lại quân Cộng sản và quân Nhật
Trong Chiến tranh Trung-Nhật, Phó giữ nhiều chức vụ tại Hoa Bắc. Là Tư lệnh Binh đoàn 7, ông tham gia Chiến dịch Sát Cáp Nhĩ, Trận Thái Nguyên và Chiến dịch mùa đông 1939-40, chiến thắng trong Trận Ngũ Nguyên. Cuối chiến tranh, Phó là Tư lệnh Quân khu 12, bao gồm Nhiệt Hà, Sát Cáp Nhĩ và Tuy Viễn.
Trong Nội chiến Trung Hoa, Phó chỉ huy 500,000 quân, kiểm soát Hành lang Tuy Viễn-Bắc Bình tối quan trọng, ngăn cách Mãn Châu với nội địa Trung Hoa. Sau khi quân Cộng sản chiếm được Mãn Châu cuối năm 1948, các điệp viên Cộng sản thâm nhập hàng ngũ của Phó và thuyết phục ông hòa đàm với phe cộng sản. Lúc này, Phó ngày càng bất mãn với Tưởng. Sự bất hòa giữa hai bên lên đến đỉnh điểm vào tháng 10 năm 1948, khi Tưởng bất ngờ rời khỏi cuộc họp về việc phòng thủ khu vực do Phó kiểm soát mà không có lời giải thích nào.
Nguyên nhân khiến Tưởng rời đi về sau mới được tiết lộ. Con trai Tưởng, Tưởng Kinh Quốc, đã bắt giữ và từ chối phóng thích người em họ là Khổng Lệnh Khản (孔令侃), trong một chiến dịch ngăn chặn gian thương tại Thượng Hải. Nhận thấy Tưởng Kinh Quốc rất có thể sẽ xử tử Khổng để làm gương, Tống Mỹ Linh van xin Tưởng Giới Thạch lập tức bay đến Thượng Hải để cứu Khổng. Tưởng đồng ý cứu Khổng, và bỏ đi ngay giữa buổi họp vô cùng quan trọng này. Hành động của Tưởng khiến làm suy giảm nghiêm trọng chí khí của quân đội Quốc dân cũng như khiến Phó và nhiều tướng lĩnh nhận ra rằng Tưởng đặt lợi ích của gia đình trên cả lợi ích của đất nước.
Trong số các điệp viên cộng sản trong hàng ngũ của Phó có cả con gái ruột của ông, Phó Đông Cúc (傅冬菊), và thư ký thân cận là Thiếu tướng Diêm Hựu Văn (阎又文), người Vinh Hà, Vận Thành, đồng hương với Phó. Phó Đông Cúc, Diêm Hựu Văn và những điệp viên khác thuyết phục Phó đầu hàng và liên tiếp chuyển các tin tức tình báo quan trọng cho phe Cộng sản. Phó bắt đầu đàm phán bí mật với Lâm Bưu để dàn xếp việc đầu hàng của 1/4 triệu quân tại Bắc Bình vào ngày 31 tháng 1 năm 1949. Diêm Hựu Văn là đại diện của Phó trong quá trình đàm phán với Lâm, nhưng mãi tới sau ngày Cộng hòa Nhân dân Trung Hoa thành lập, ông mới biết rõ sự thực về Diêm.

### Cộng hòa Nhân dân Trung Hoa
Nhờ đóng góp vào thắng lợi của Đảng Cộng sản Trung Quốc, Phó được giữ những chức vụ quan trọng trong chính quyền mới, như Bộ trưởng Thủy điện và ủy viên Hội nghị Hiệp thương Chính trị Nhân dân Trung Quốc. Nhưng trong Cách mạng Văn hóa, Phó vẫn không bảo vệ được gia đình mình.
Dù con gái ông, Phó Đông Cúc, đã được công nhận là một điệp viện cộng sản trong hàng ngũ Quốc dân đảng, có công trong việc hòa bình giải phóng Bắc Bình năm 1949, nhưng vẫn liên tiếp bị Hồng vệ binh đấu tố trong Cách mạng Văn hóa (1966-1975). Sau khi Cách mạng Văn hóa kết thúc, Phó Đông Cúc trở thành lãnh đạo Mặt trận Thống nhất, và nghỉ hưu năm 1995. Bà mất năm 2007.

## Sự nghiệp quân sự
- 1928 - 1929 Tư lệnh đồn trú Thiên Tân
- 1929 - 1930 Tư lệnh Quân đoàn 10
- 1930 - 1932 Tư lệnh Quân đoàn 35
- 1931 - 1946 Chủ tịch Chính phủ tỉnh Tuy Viễn
- 1933 - 1941 Tư lệnh Binh đoàn 7
- 1937 - 1941 Tư lệnh Quân đoàn 35
- 1938 Tư lệnh Bắc lộ quân, Quân khu 2
- 1939 - 1945 Phó tư lệnh Quân khu 8
- 1945 Tư lệnh Quân khu 12
- 1945 - 1947 Chủ nhiệm Bình định Kalgan
- 1946 - 1947 Chủ tịch Chính phủ tỉnh Sát Cáp Nhĩ
- 1947 - 1948 Tổng tư lệnh Tiễu phĩ Hoa Bắc